# 遠入もも
遠入 もも（えんにゅう もも、生年非公開・9月10日）は、日本の歌手、アイドル、声優。富山県出身。

## 人物
2021年以降、2024年に退所するまでディアステージに所属して活動。
その後、2024年9月には初のワンマンライブを開催するなどフリーランスとして活動を続けており、2025年にはStudio Sandixというクリエイティブチームへ、事務所所属時の先輩であった堀越せなと共に立ち上げからVocalistとして参加することを発表した。

### 性格・嗜好
本人曰く「根っからのポジティブ」で、歌うことや踊ることが好きで、モーションアクターの経験もある。事務所所属時のプロフィールでは特技に「寝ること」「カフェ巡り」「アクロバット」が挙げられていた。

## ディスコグラフィ
他名義または下記以外のコンテンツ等でリリースした各媒体は各々該当のページを参照のこと。

### CD
| 発売日  | 商品名                            | 楽曲                         | 備考                                          |
| 2025年  | 2025年                            | 2025年                       | 2025年                                        |
| ------- | --------------------------------- | ---------------------------- | --------------------------------------------- |
| 6月22日 | SenaMomo 1st EP『Twilight Spell』 | 「Twilight Spell」           | Studio Sandix制作による堀越せなとのデュオ曲。 |
| 6月22日 | SenaMomo 1st EP『Twilight Spell』 | 「Shining Sweet Magic Love」 | Studio Sandix制作による初の個人ソロ曲。       |

## 出演

### イベント・ライブ
2022年
- 胡桃沢まひる ぷち生誕祭2022〜帰ってきたメイドさん〜ゲスト（12月10日、秋葉原ディアステージ） 

2023年
- 早めのまひてんももサンタがやってきた?1（1月22日、スナックしろくま） 
- 胡桃沢まひる 生誕祭2023 ゲスト（12月10日、秋葉原ディアステージ） 

2024年
- デリッシャス+ 〜ザクロ・エンゲージ〜（6月9日、溝ノ口劇場） 
- 麻雀BARROAD イベントゲスト（6月23日、麻雀BAR ROAD）
- 遠入もも生誕祭 桃李成蹊（9月23日、上野音横丁）
- 猫耳デリッシャス+ 〜キャットフード〜（11月23日）

2025年
- 遠入もも 一日店長イベント（5月18日、EventCafe Plink） 
- SenaMomo 1stLive『Magical:Bit♡』（6月22日、上野音横丁）